# Séez
Séez is een gemeente in het Franse departement Savoie (regio Auvergne-Rhône-Alpes). De plaats maakt deel uit van het arrondissement Albertville. Séez telde op 1 januari 2022 2.460 inwoners.

## Geografie
De oppervlakte van Séez bedroeg op 1 januari 2022 42,55 vierkante kilometer; de bevolkingsdichtheid was toen 57,8 inwoners per km².

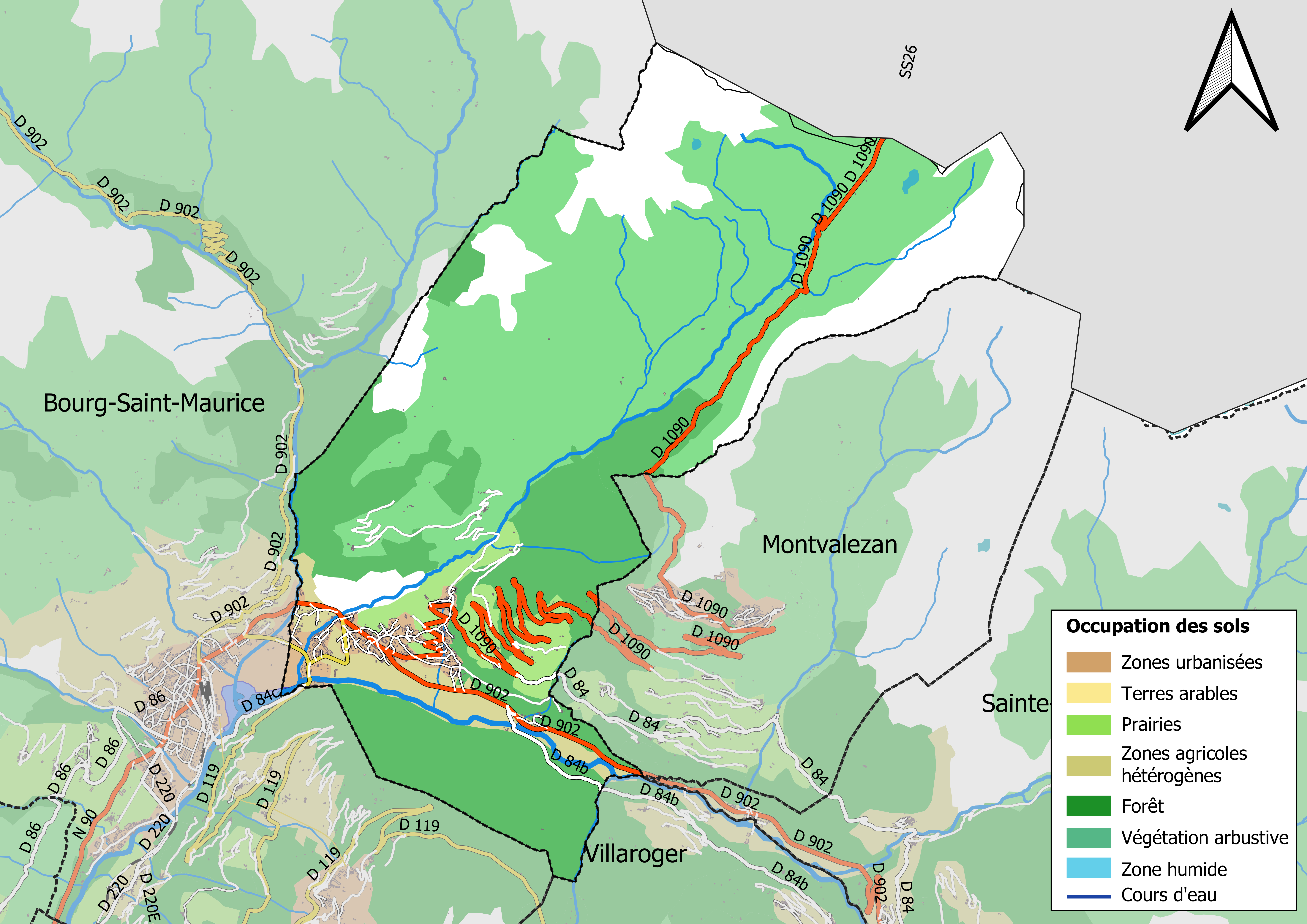
Kaart van de gemeente met de belangrijkste infrastructuur, en omliggende gemeenten

## Demografie
Onderstaande figuur toont het verloop van het inwonertal (bron: INSEE-tellingen).